# ラファウ・トシャスコフスキ
ラファウ・カジミェシュ・トシャスコフスキ（ポーランド語: Rafał Kazimierz Trzaskowski、1972年1月17日 - ）は、ポーランドの政治家。
ワルシャワ市長、市民プラットフォームの副党首。2009年から2013まで第7期欧州議会議員、2013年から2014年まで行政・デジタル化大臣。ヨーロッパ研究を専門とする政治学者でもある。
2020年5月、同年大統領選挙における市民プラットフォームの立候補者となった。7月12日の決選投票では10,018,263票（得票率48.97％）を獲得したものの、51.03％を獲得した現職のアンジェイ・ドゥダに僅差で敗れた。2025年5月18日の大統領選挙では第1回目投票で得票率が31.4％となり、愛国主義を掲げるカロル・ナヴロツキ（得票率29.5％）と共に決選投票に進んだが、6月1日の決選投票は接戦となり、トシャコフスキは得票率約49％で落選、ナヴロツキが約51％で勝利した。

## 選挙結果
| 選挙 | 政党                 | 機関                   | 選挙区            | 結果                 |
| ---- | -------------------- | ---------------------- | ----------------- | -------------------- |
| 2009 | 市民プラットフォーム | 第7期欧州議会          | 4区（ワルシャワ） | 25,178 (3.04%)✓      |
| 2015 | 市民プラットフォーム | 第8期下院              | 13区（クラクフ）  | 47,080 (8.67%)✓      |
| 2018 | 市民連立             | ワルシャワ市長         | -                 | 505,187 (56.67%)✓    |
| 2020 | 市民プラットフォーム | ポーランド共和国大統領 | -                 | 5,917,340 (30.46%)✗  |
| 2020 | 市民プラットフォーム | ポーランド共和国大統領 | -                 | 10,018,263 (48.97%)✗ |